# آرتمی گاوزو
آرتمی گاوزو (اسپانیایی: Artemi Gavezou‎؛ زادهٔ ۱۹ ژوئن ۱۹۹۴) ژیمناست ریتمیک اهل یونان است.